# أبهيدارما
أبهيدارما (Abhidharma وذلك حسب اللغة السنسكريتية أو أبيهداما Abhidhamma في لغة بالي) هي نصوص بوذية قديمة تعود إلى القرن الثالث قبل الميلاد وتحوي تجديداً وإعادة صياغة مفصلة لمواد المذهب البوذي الموجودة في نصوص السوترا وذلك بأسلوب تصنيفي ممنهج. لا تحوي أعمال أبهيدارما أطروحات فلسفية ولكنها خلاصات ومقتطفات مختصرة وقوائم ممنهجة.
يرى بعض الدارسين مثل كوليت كوكس Collett Cox أن نصوص أبهيدارما ظهرت في البداية كتفسير للتعاليم الموجودة في السوترا، ولكنها تطورت لاحقاً لتشكل تعاليم عقيدة مستقلة.
إن الترجمة الحرفية لمصطلح أبهيدارما Abhidharma غير واضح. هناك احتمالان شائعان لتفسير تلك الكلمة:
- أبهي abhi بمعنى أعلى أو خاص أو فائق + دارما dharma بمعنى تعليم أو فلسفة؛ بالتالي تعني أبهيدارما «التعليم العالي».
- أبهي abhi بمعنى عن أو فيما يخص و دارما dharma بمعنى تعليم؛ بالتالي تعني أبهيدارما «عن التعليم» أو «ما بعد التعليم».

## اقرأ أيضاً
- سكاندا
- النشأة المعتمدة